# Royaume d'Agder
Le royaume d'Agder est un petit royaume de Norvège. Dès le VIe siècle, le nom de la côte située entre Åna-Sira (en), à la frontière avec le Rogaland, jusqu'à Rygjarbit (en) et correspond aux limites géographiques modernes du comté d'Agder. Le nom Agder (en vieux norrois Agðir ou Egðafylki) a une signification incertaine. Il pourrait dériver de ǫgd signifiant « être tranchant », ce qui pourrait dès lors désigner « le pays qui s'avance dans la mer ». Une autre interprétation suggère un lien avec agi, signifiant « houle ». Dans ce cas, le nom pourrait signifier « le pays au bord de la mer agitée ». Les habitants de ce royaume s'appelaient Egðir. Il semblerait que ces Egðir soient les Augandzi mentionné par Jordanès dans sa Getica.
La Norvège de l'époque viking était divisée en petits royaumes dirigés par des chefs qui se disputaient la suprématie terrestre, maritime ou l'ascendant politique et recherchaient des alliances ou le contrôle par le biais de mariages avec d'autres familles royales, volontaires ou forcés. Ces circonstances ont produit les vies généralement turbulentes et héroïques enregistrées dans la Heimskringla.
Par exemple, la saga Ynglinga nous raconte qu'Harald Barbe Rouge, chef d'Agðir, a refusé sa fille Åsa à Gudröd Halvdanson. Gudröd a envahi Agðir, a tué Harald et son fils Gyrd et a pris Åsa, qu'elle le veuille ou non. Elle a eu un fils, Halvdan (le Noir), et a ensuite fait assassiner Gudröd. Au sein des familles royales, ces événements semblent avoir été plutôt ordinaires. Sa parole était la dernière dans la dispute, alors que son petit-fils, Harald à, la belle chevelure, unifiait la Norvège.
Le Bjærumfunnet (no), un tertre funéraire datant entre 200 et 550, est associé dans la tradition orale au chef légendaire Bjæring (en) de la période des invasions barbares. Plusieurs rois des mers légendaires et semi-légendaires sont associés à ce site de pouvoir dans le Heimskringla et la Gautreks saga (en) :
- Bjæring (en) (vers 500)
- Harald Agder-King (vers 600)
- Víkar (en) (vers 630)
- Neri Vikarson (vers 655)
- Vigbrands d'Agder (vers 690)
- Herbrand Vigbrandsson (vers 708)
- Kissa (vers 725)

- Harald Granraude (en) (vers 790-810)
- Åsa Haraldsdottir (en) (vers 827)
- Halfdan le noir, père de Harald à la belle chevelure, de l'an 838 ;
- Kjotve le Riche (en), fin du neuvième siècle ;
- Harald Grenske (952-997)

Après l'unification de la Norvège par Harold Fairhair, par l'armée et ses alliés au Xe siècle, toutes les civitates sont devenues des provinces (fylker) et après leur conversion au christianisme, elles sont devenues des diocèses ou des paroisses. 
La région de l'Agder est un des derniers bastions de religion nordique ancienne de Norvège, peut-être même le dernier.